# 熊本国際民藝館
熊本国際民藝館（くまもとこくさいみんげいかん）は、熊本市北区龍田にある民芸品の収蔵展示をする博物館。

## 概略
1965年5月開館。初代館長である外村吉之介が、長年にわたり日本全国、世界各国を訪ねて収集した、陶磁器、ガラス、玩具、染織品、木工品、など生活の中より生まれた民芸品を中心に展示している。
建物は、岡山県より古い酒造蔵を移築したもの。

## 住所
- 熊本市北区龍田1丁目5-2

## 交通アクセス
- 熊本県道337号熊本菊陽線沿い
- 九州産交バス（E2-1・E3・K5-1系統）・熊本電鉄バス（E2-2、3系統） 「三の宮」バス停下車

## 関連事項
- 民藝運動
- 柳宗悦
- 日本民藝館
- 倉敷民藝館
- 日本民藝協会 - 館内に熊本県民藝協会